# Dolopichthys jubatus
Dolopichthys jubatus är en fiskart som beskrevs av Regan och Ethelwynn Trewavas 1932. Dolopichthys jubatus ingår i släktet Dolopichthys och familjen Oneirodidae. Inga underarter finns listade i Catalogue of Life.